# Soundserver
Soundserver bezeichnet einerseits eine Software, die den Zugriff auf Audiogeräte, insbesondere Soundkarten, verwaltet. Andererseits kann mit dem Begriff auch ein Hardware-Server gemeint sein, welcher Aufgaben wie z. B. Audiostreaming übernimmt.

## Funktion
Ein Soundserver arbeitet meist als ein Hintergrundprozess. Er sammelt Audiodaten, mischt sie, und sendet diese Daten dann an das Audiogerät. Dieser Vorgang ist nötig, um die Beschränktheit von reinen Treibersystemen wie etwa dem Open Sound System zu umgehen. Ein Soundserver ist auf den meisten modernen Unix-artigen Betriebssystemen vorhanden.

## Beispiele
Oft verwendete Soundserver sind:
- Advanced Linux Sound Architecture enthält einen einfachen Soundserver
- ARtsd
- Enlightened Sound Daemon
- JACK
- PulseAudio